# 陳淑蘭
陳淑蘭（1969年7月14日—），綽號「蘭子」，曾取藝名陳道然、陳麗珽，香港女演員、主持人，為1988年香港小姐競選亞軍兼最上鏡小姐。

## 簡歷
陳淑蘭畢業於協恩中學，1988年奪得香港小姐競選亞軍、最上鏡小姐；同年代表香港參加世界大學小姐競選，獲亞洲大學小姐榮譽。她在喜劇節目《點解香港咁過癮》中，以當時流行漫畫《圣斗士星矢》造型出现，自称“爱斗士兰子”，从此大家都昵称她“蘭子”。当年香港流行拍摄搞笑片，人气急升的陈淑兰拍下许多喜剧电影，如《家有囍事》等。1991年，其父親離世使她情緒非常低落，但由於當時正主持《點解香港咁過癮》，習慣常常笑面迎人，不懂在別人面前哭；後來節目中一位臨床心理學家顧修全察覺到她的情緒有異樣，才著她接受治療。1998年，隨當時原來擔任商業電台《開心看天下》的鄭啟泰和黎海珊一同跳槽到新城電台，時任商台副節目總監的楊振耀臨危受命，邀請當時在金雅典任職市場董事的陳淑蘭一同接任節目主持，開始了陳淑蘭主持電台節目的生涯。
2002年3月4日，陳淑蘭加盟香港電台第二台主持《娛樂滿天星》直至2005年9月9日節目結束，其後一度封咪長達8年。2013年4月29日，復出第一台主持《開心日報》直至2024年5月3日節目結束，5月6日重返第二台主持新節目《她．他．它》。2016年4月起加盟新電視台ViuTV主持清談節目《晚吹 - 總有一隻喺左近》；最後一集由其主持的節目於7月10日播出。2018年至2019年，她報讀上海長江商學院有關文化創意產業的課程，重返校園做學生。2023年5月，在其專欄透露自己在母親臨終前才得知自己並非對方親生；雖然陳淑蘭原來是一名棄嬰，但是她感謝母親用愛養育成人並表示永遠愛對方。

## 演出作品

### 電視劇（無綫電視）
| 年份   | 劇名           | 角色     |
| 1993年 | 《九彩霸王花》 | 楊八妹   |
| 1994年 | 《第三類法庭》 | 莫梓欣   |
| 2000年 | 《FM701》      | 上官明莉 |

### 電視劇（香港電台）
| 年份   | 劇名                   | 角色     |
| 1994年 | 《屋簷下：危情三小時》 | 傑仔母親 |

### 電視電影（無綫電視）
| 年份   | 劇名              | 角色   |
| 1992年 | 《魅影迷情》      | Elaine |
| 1995年 | 《三隻鬼.一個人》 |        |

### 電影
| 年份   | 片名                                             | 角色            |
| 1988年 | 《最佳賊拍檔》 Outlaw Brothers                   | 阿兰            |
| 1989年 | 《小活佛》Prince of the Sun                      | 萬美娥          |
| 1989年 | 《偷情先生》City Squeeze                         | 小姨子Linda     |
| 1989年 | 《富貴開心鬼》 Lost Souls                        | 凌玲伶          |
| 1990年 | 《表姐，你好嘢!》 Her Fatal Ways                 | 璇琵 (泽音)     |
| 1990年 | 《愛人同志》 Stars & Roses                       | 陳律師          |
| 1990年 | 《屍家重地》 Mortuary Blues                      | 花旦 阿秋       |
| 1990年 | 《賭聖》 All For The Winner                      | 阿英(客串)      |
| 1991年 | 《捉鬼專門店》 Ghost for Sale                    | 小龍女／小明    |
| 1991年 | 《難得有情郎》                                   | 欣欣            |
| 1991年 | 《子彈出租》 Bullet for Hire                     | 兰              |
| 1992年 | 《家有囍事》 All's Well Ends Well                | Sheila          |
| 1992年 | 《92霸王花與霸王花》 The Inspector Wears Skirt 4 | 罗 (泽音)       |
| 1993年 | 《城市女獵人》 Madame City Hunter                | Blackie         |
| 1993年 | 《蘇乞兒》 Fist of the Red Dragon                | 峭牙珍          |
| 1994年 | 《珠光寶氣》 Whatever You Wan                    | Julianna        |
| 1995年 | 《九紋龍的謊言》 Because of Lies                 | 何B仔的女友     |
| 1995年 | 《二月三十》 The Day That Doesn't Exixt          | 潘家詩          |
| 1996年 | 《1/2次同床》 Thanks For Your Love               | Nancy           |
| 2000年 | 《真愛》                                         |                 |
| 2001年 | 《常在我心》 Funeral March                       | Elsa            |
| 2002年 | 《幽靈人間II鬼味人間》 Visible Secret 2          | 小姑            |
| 2004年 | 《魔幻廚房》 Magic Kitchen                       | 慕容优母亲      |
| 2004年 | 《浪漫春情》 Forever Yours                       |                 |
| 2007年 | 《十分愛》                                       | 美寶媽          |
| 2009年 | 《家有囍事2009》 All's Well Ends Well 2009       | Shelia （客串） |
| 2020年 | 《家有囍事2020》 All's Well Ends Well 2020       | 大嫂            |

### 主持節目
| 年份                        | 電視台          | 節目                                                                           |
| 1989年                      | 無綫電視        | 美食午夜場（與彭健新）                                                         |
| 1989年                      | 無綫電視        | 第十一屆香港金唱片頒獎典禮（與關朝聰）                                         |
| 1990年                      | 無綫電視        | 娛樂專門店（與廖偉雄）                                                         |
| 1991年                      | 無綫電視        | 點解香港咁過癮（連同胡楓和蔣志光）                                             |
| 1992年                      | 無綫電視        | 永安旅遊話你知：點解日本咁好玩（連同蔣志光和陳嘉輝）                           |
| 1992年                      | 無綫電視        | 海陸空旅遊大競賽（連同胡櫻汶、梁詠琳、蔡立兒、朱潔儀、鄭伊健、鄧梓峰和劉美娟） |
| 1993年                      | 無綫電視        | 香港新婚夫婦競選'93（連同鄭丹瑞）                                              |
| 1993年                      | 無綫電視        | 點解香港咁過癮93（連同鄧梓峰和蔣志光）                                         |
| 1993-1994年                 | 無綫電視        | 歡樂今宵                                                                       |
| 1993-1994年                 | 無綫電視        | 萬千星輝賀台慶                                                                 |
| 1993年                      | 無綫電視        | 生力啤香港競飲大賽1993（與陳百祥）                                             |
| 1993年                      | 無綫電視        | 星光熠熠耀保良（連同陳百祥和鄭裕玲）                                           |
| 1993年                      | 無綫電視        | 大緊張（與胡大為）                                                             |
| 1993-1994年                 | 無綫電視        | 花弗新世界（連同黃霑、葉玉卿和黎彼得）                                         |
| 1993-1994、1996年           | 無綫電視        | 歡樂滿東華                                                                     |
| 1994年                      | 無綫電視        | 博愛歡樂傳萬家（與黃霑）                                                       |
| 1994年                      | 無綫電視        | 香港超級寵物大賽（連同胡楓、鄧梓峰和安德尊）                                   |
| 1994年                      | 無綫電視        | 富士超能巨星 格鬥爭霸戰（連同潘宗明、梅小惠和江欣燕）                          |
| 1994年                      | 無綫電視        | 咪當我老襯（連同鄧梓峰和區海倫）                                               |
| 1994-1995年                 | 無綫電視        | 為食到飛起（連同楚原和李綺紅）                                                 |
| 1995-1996年                 | 無綫電視        | 勁歌金曲（與雷宇揚）                                                           |
| 1995年                      | 無綫電視        | 公益金百萬行二十五週年之名人群星競技大賽（連同朱慧珊、陳啟泰和安德尊）         |
| 1996年                      | 無綫電視        | 鬼馬禽獸哈哈show（與曾華倩）                                                   |
| 1996年                      | 無綫電視        | 博愛歡樂傳萬家（連同鄭丹瑞和曾華倩）                                           |
| 1996年                      | 無綫電視        | 永安旅遊話你知：點解北京咁好玩（連同黃霑和陳浩民）                             |
| 1996年                      | 無綫電視        | 廣告大贏家（與黃霑）                                                           |
| 1997年                      | 無綫電視        | 永安旅遊話你知：點解歐洲咁好玩（連同歐陽震華和姚瑩瑩）                         |
| 1998年                      | 無綫電視        | 慈善星輝仁濟夜（連同鄭裕玲和鄧梓峰）                                           |
| 1998年                      | 無綫電視        | 金虎獻瑞賀新春                                                                 |
| 1998年                      | 無綫電視        | 東華愛心競技大賽（連同莫家堯、江欣燕和王賢誌）                                 |
| 1998年                      | 無綫電視        | 運財大贏家（連同黃偉文和張錦程）                                               |
| 1998年                      | 無綫電視        | Waku Waku 動物又再瘋狂（與錢嘉樂）                                             |
|                             | 商業電台雷霆881 | 人民大食堂                                                                     |
|                             | 商業電台雷霆881 | 開心看天下                                                                     |
|                             | 香港電台第二台  | 娛樂滿天星                                                                     |
|                             |                 | 唔使怕醜                                                                       |
| 2013年4月29日至2024年5月3日 | 香港電台第一台  | 開心日報                                                                       |
| 2016年4月10日至7月10日      | ViuTV           | 晚吹 - 總有一隻喺左近                                                          |
| 2017年2月10日               | ViuTV           | 晚吹 - 總有一件喺左近                                                          |

### 音樂錄像
- 1990年：林子祥《一隻蚊》 （页面存档备份，存于）
- 1991年：黎明《对不起，我爱你》
- 1991年：劉德華《城市獵人》 （页面存档备份，存于）

### 廣告
- 1988年：G2000
- 1988年：高登眼鏡
- 1993年、1997年：永安旅遊
- 1998年：金雅典

### 書籍
- 2003年：《美麗資本》 尚品文舍出版　ISBN 9789889720452

## 外部連結
- 陳淑蘭的Facebook專頁
- 蘭子Reborn的新浪微博
- 陳淑蘭在互联网电影资料库（IMDb）上的資料（英文）
- 陳淑蘭在香港影庫上的簡介
- 陳淑蘭在豆瓣上的资料（简体中文）
- 陳淑蘭在时光网上的簡介（简体中文）

| 前任： 李美鳳 | 香港小姐競選亞軍 1988年 | 繼任： 朱潔儀 |

| 前任： 李美鳳 | 香港小姐競選最上鏡小姐 1988年 | 繼任： 翁慧德 |